# Anne Kremer
Anne Kremer (Ciutat de Luxemburg, 19 d'octubre de 1975) és una exjugadora de tennis professional luxemburguesa. El seu rànquing més alt dins del circuit de la WTA correspon al número 18 aconseguit el 29 de juliol de 2002.

## Biografia
És filla de Jean Kremer (enginyer) i Ginette (professora d'educació física). Inicialment fou entrenada pel seu germà petit Gilles i posteriorment per Stephane Vix. Parla amb fluïdesa el luxemburguès, anglès, francès i alemany, i té intencions de ser traductora.
Kremer va completar els seus estudis al cèlebre institut Ateneu de Luxemburg i va estudiar anglès i Història a la Universitat Stanford a Palo Alto, Califòrnia, Estats Units. És membre de les joventuts democràtiques i liberals de Luxemburg. Va formar part de la llista del Partit Democràtic en les eleccions luxemburgueses de 2009 de la Cambra de Diputats en la quinzena posició, però finalment no fou escollida.

## Palmarès: 2

### Individual: 4 (2−2)
| Llegenda                     |
| ---------------------------- |
| Grand Slam (0−0)             |
| WTA Tour Championships (0−0) |
| Tier I (0−0)                 |
| Tier II (0−0)                |
| Tier III (0−0)               |
| Tier IV (2−2)                |
| Tier V (0−0)                 |

| Títols per superfície |
| --------------------- |
| Dura (2−1)            |
| Gespa (0−0)           |
| Terra batuda (0−1)    |

| Resultat   | Núm. | Data                   | Torneig                 | Superfície   | Oponent en la final | Marcador      |
| ---------- | ---- | ---------------------- | ----------------------- | ------------ | ------------------- | ------------- |
| Finalista  | 1.   | 20 de novembre de 1999 | Pattaya City, Tailàndia | Dura         | Magdalena Maleeva   | 6−4, 1−6, 2−6 |
| Guanyadora | 1.   | 8 de gener de 2000     | Auckland, Nova Zelanda  | Dura         | Cara Black          | 6−4, 6−4      |
| Guanyadora | 2.   | 19 de novembre de 2000 | Pattaya City            | Dura         | Tatiana Panova      | 6−1, 6−4      |
| Finalista  | 2.   | 22 d'abril de 2001     | Budapest, Hongria       | Terra batuda | Magdalena Maleeva   | 6−3, 2−6, 4−6 |

### Circuit ITF: 6 (5−1)

#### Individual
| Resultat  | Núm. | Data                   | Torneig                    | Superfície   | Oponent en la final  | Marcador           |
| --------- | ---- | ---------------------- | -------------------------- | ------------ | -------------------- | ------------------ |
| Finalista | 1.   | 23 de maig de 1994     | Łódź, Polònia              | Terra batuda | Talina Beiko         | 4−6, 2−6           |
| Guanyador | 1.   | 31 de juliol de 1994   | La Corunya, Espanya        | Terra batuda | Paula Hermida        | 7−5, 6−1           |
| Guanyador | 2.   | 21 d'agost de 1994     | Koksijde, Bèlgica          | Terra batuda | Stephanie De Ville   | 6−1, 6−4           |
| Guanyador | 3.   | 11 de setembre de 1994 | Varna, Bulgària            | Terra batuda | Marina Stets         | 6−7, 7−6, 6−1      |
| Finalista | 2.   | 20 de juliol de 1998   | Peachtree, Estats Units    | Dura         | Kristina Brandi      | 3−6, 3−6           |
| Guanyador | 4.   | 11 d'octubre de 1998   | Albuquerque, Estats Units  | Dura         | Jane Chi             | 2−6, 6−4, 6−4      |
| Finalista | 3.   | 19 d'octubre de 1998   | Welwyn, Regne Unit         | Moqueta      | Emmanuelle Gagliardi | 1−6, 1−1, retirada |
| Guanyador | 5.   | 21 de febrer de 1999   | Midland, Estats Units      | Dura (i)     | Tara Snyder          | 3−6, 6−1, 7−5      |
| Finalista | 4.   | 1 de març de 1999      | Dubai, Emirats Àrabs Units | Dura         | Katarina Srebotnik   | 1−6, 1−6           |
| Finalista | 5.   | 10 de maig de 2004     | Estocolm, Suècia           | Terra batuda | Anastassia Rodiónova | 6−7, 4−6           |
| Finalista | 6.   | 24 de gener de 2010    | Wrexham, Regne Unit        | Dura         | Mona Barthel         | 1−6, 1−6           |
| Finalista | 7.   | 20 de setembre de 2010 | Shrewsbury, Regne Unit     | Dura         | Eva Birnerova        | 6−7, 6−3, 0−6      |

#### Dobles
| Resultat   | Núm. | Data               | Torneig          | Superfície | Parella     | Oponents en la final              | Marcador    |
| ---------- | ---- | ------------------ | ---------------- | ---------- | ----------- | --------------------------------- | ----------- |
| Guanyadora | 1.   | 25 de març de 2011 | Bath, Regne Unit | Dura (i)   | Tímea Babos | Marta Domachowska Katarzyna Piter | 7−6(5), 6−2 |

## Trajectòria

### Individual
| Open d'Austràlia | A   | 1R          | Q           | 2R          | 1R | 2R          | 2R          | 2R          | A  | 1R          | Q           | 2R          | 2R  | A           | A           | 1R          | A   | A   | 0 / 10 | 6 – 10 |
| Roland Garros | Q   | Q           | A           | 2R          | 2R | 2R          | 3R          | A           | A  | 1R          | Q           | 1R          | 1R  | A           | A           | Q           | A   | A   | 0 / 7  | 5 – 7  |
| Wimbledon | 1R  | 1R          | Q           | 3R          | 1R | 1R          | 2R          | A           | 3R | 2R          | A           | 1R          | A   | A           | A           | Q           | A   | A   | 0 / 9  | 6 – 9  |
| US Open | Q   | Q           | 2R          | 2R          | 2R | 1R          | 1R          | A           | Q  | 1R          | Q           | Q           | A   | Q           | Q           | Q           | A   | A   | 0 / 6  | 3 – 6  |
| Jocs Olímpics | 1R  | No celebrat | No celebrat | No celebrat | 2R | No celebrat | No celebrat | No celebrat | 1R | No celebrat | No celebrat | No celebrat | A   | No celebrat | No celebrat | No celebrat | A   | NC  | 0 / 3  | 1 – 3  |
| Rànquing a final d'any | 134 | 129         | 74          | 31          | 35 | 33          | 25          | 389         | 94 | 166         | 142         | 85          | 264 | 559         | 165         | 254         | 496 | 986 |        |        |
| Llegenda: G: Guanyadora; F: Finalista; SF: Semifinalista; QF: Quarts de final; Q: Qualificació; A: Absent; RR: Round Robin; |     |             |             |             |    |             |             |             |    |             |             |             |     |             |             |             |     |     |        |        |